# Faisandage
Faisandage es una palabra en francés (faisandegée), que proviene del faisán, ya que es en esta ave donde más se ha realizado esta práctica culinaria muy extendida en los medios gastronómicos de muchos países.
El faisandage se define como: técnica culinaria ancestral de segundo orden, que consiste en someter a las piezas de caza a un período de reposo, maduración o mortificación, es decir, dejarlas "pasar" unos días antes de que se inicie la putrefacción, y gracias a ello, la carne se vuelve más tierna, desarrolla su sabor y aroma característicos, dejándola dispuesta antes de su elaboración en la cocina.
Aunque sorprenda, es otra forma de hacer que la carne resulte más fácil de digerir, aparte de las tres técnicas básicas para cocinar: asado, cocción y fritura.

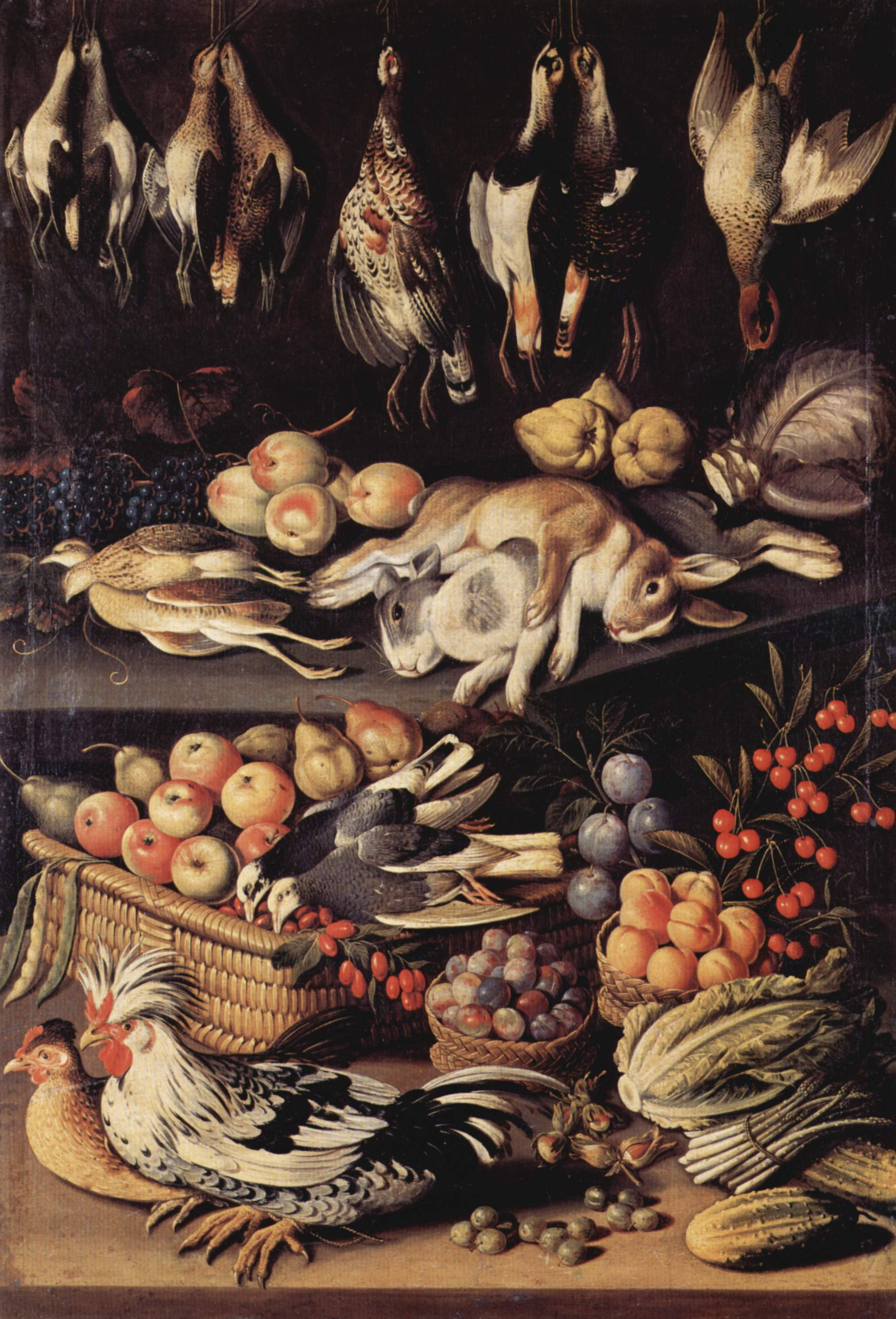
Stillleben. Óleo del pintor francés Albrecht Kauw (1678).

## Otros nombres
Faisandaje, faisandé, husmo, reposo, mortificación, maduración, ablandamiento, manir, oreado u oreación.

## Antecedentes
Nuestros primitivos ancestros, salieron del vegetarianismo y el frugivorismo consumiendo la carroña que dejaban los predadores, más fuertes y agresivos que ellos. La carne estaba así preparada por la putrefacción, parcialmente descompuesta, con lo que la digestión era muy fácil, porque los principios alimenticios ya estaban simplificados, descompuestos, y la absorción era sencilla. Con el tiempo, los humanos aprendieron a cazar y pescar y comieron productos frescos crudos y al cabo cocinados al calor, pero quedaron restos de las antiguas formas de preparar la comida, y seguimos empleando ocasionalmente sistemas de predigestión, es decir, modificaciones de los elementos nutritivos, que los hacen más digestibles.
El método conocido hoy en día como faisandage, se usa con el faisán desde la época de shogunato, y fue traído por los navegantes portugueses a Europa en el siglo XVII.
La caza que se cocina apenas sacrificada tiene un sabor neutro y poco pronunciado. Este sabor se quitaba en las cocinas del siglo XVIII mediante un curado excesivo de la carne: se dejaba colgada durante días y a veces una semana, hasta el punto de llegar casi a la descomposición, y tenía dos finalidades: la de hacer más tierna la carne y reducir el sabor a caza (que no era apreciado en la época).

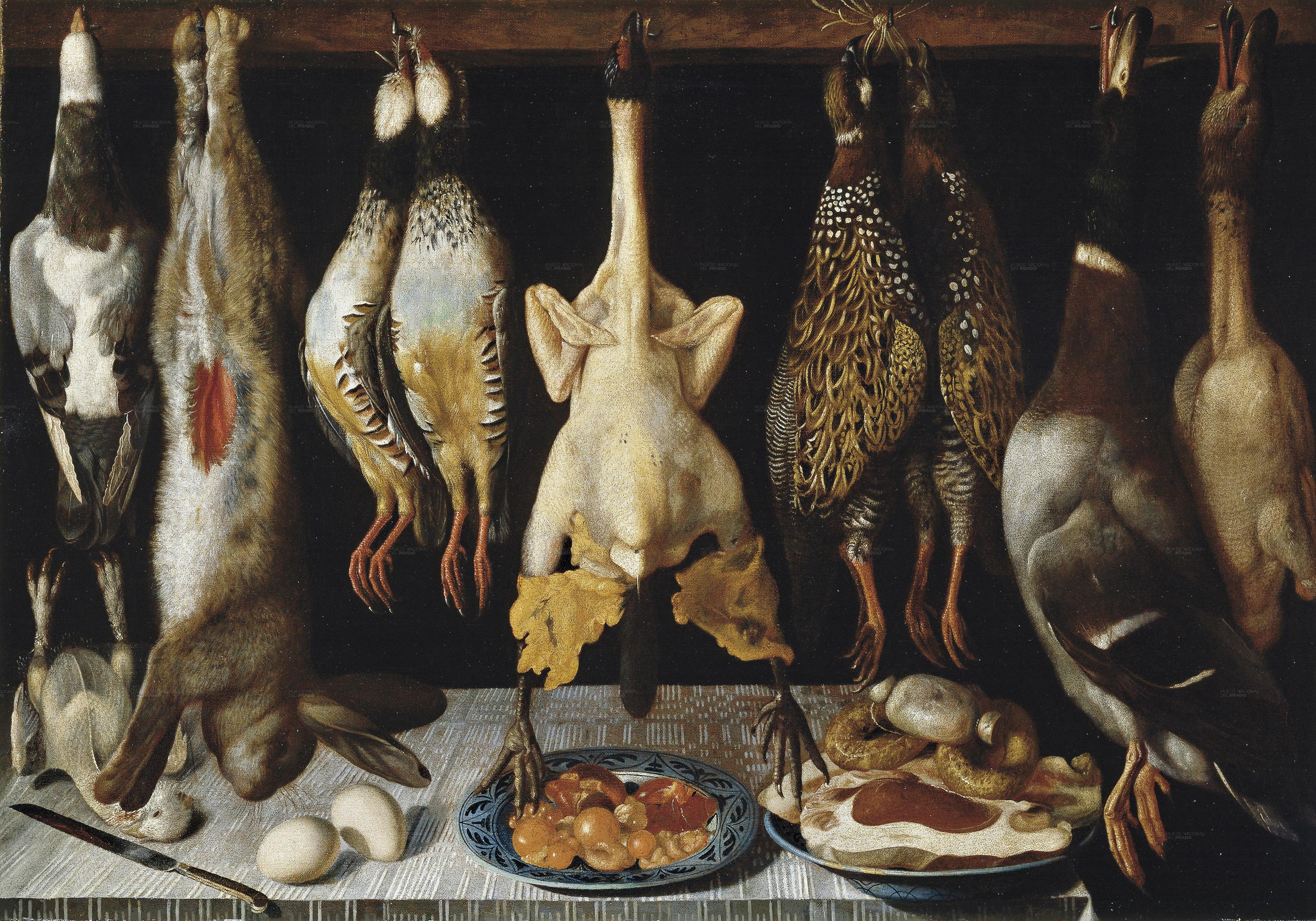
Pintura: "El bodegón de aves y liebre". Tomás Yepes.

## Introducción
La caza además del sabor, cómo todo animal sacrificado, necesita de un periodo de tiempo para que sus carnes se ablanden tras el rigor mortis, ya que si no se deja este tiempo de reposo, no sería comestible por su dureza. Desde hace tiempo la duración del tiempo de reposo de la caza levanta controversias. Algunos cazadores consumen la caza inmediatamente, pero hace mucho tiempo, ciertos gourmets apreciaban de tal manera la caza “pasada”, que esperaban que las aves se desprendieran solas de la cuerda de donde se encontraban colgadas, es por ello, que a esta práctica se le llegó a conocer como la "podredumbre noble".
En algunos casos, el tiempo de reposo se alargaba hasta extremos inconcebibles, calculándose el tiempo necesario en función del grado de putrefacción de las carnes. Refranes como “La perdiz con el dedo en la nariz”, revelan la tradición al respecto.

## Cambios químicos
El "faisandage" se da como una consecuencia de una reacción química iniciada tras el "rigor mortis" y justo antes de iniciarse la descomposición bacteriana del animal.
Podría considerarse como una predigestión, pues realmente la carne se reblandece y se hace más tierna y aromática. Tal “predigestión”, solo puede tener lugar siempre que, antes de morir, el animal haya estado fatigado y/o se hubiera sentido acosado, en ambos casos, su cerebro envía glucógeno a la masa muscular con el fin de sobrealimentarlos para realizar el esfuerzo y compensar la fatiga. Una vez que la pieza cazada ha sufrido el denominado "rigor mortis", se inicia un proceso de reacciones químicas, consistentes en la transformación del glucógeno en ácido sarcoláctico, para seguidamente su conversión en ácido úrico. Coincidente con la paulatina desaparición del ácido úrico, se produce el reblandecimiento de los tejidos.
Las catepsinas, enzimas que se encargan de la degradación de las proteínas del músculo, al romperse, provocan un aumento de los péptidos y aminoácidos libres responsables del olor y el sabor característicos de la carne. A medida que van pasando las horas estos aminoácidos comienzan a degradarse por lo que se forman sustancias como el amoniaco y la cadaverina. Estos compuestos dan un olor muy característico, lo cual es prueba de que la carne está ya fuera del período de maduración y ha comenzado a degradarse.
A pesar de este desagradable olor, el vínculo entre la descomposición y el sabor, hacen de carnes y otros alimentos “faisandados”, una curiosa exquisitez al paladar. Los aminoácidos, al degradarse, generan un amplio espectro de sabores, y la grasa también juega un papel muy importante en el desarrollo de estos gustos tan apreciados, debido precisamente a los compuestos de su degradación, generados por microorganismos, autooxidación o reacciones químicas.

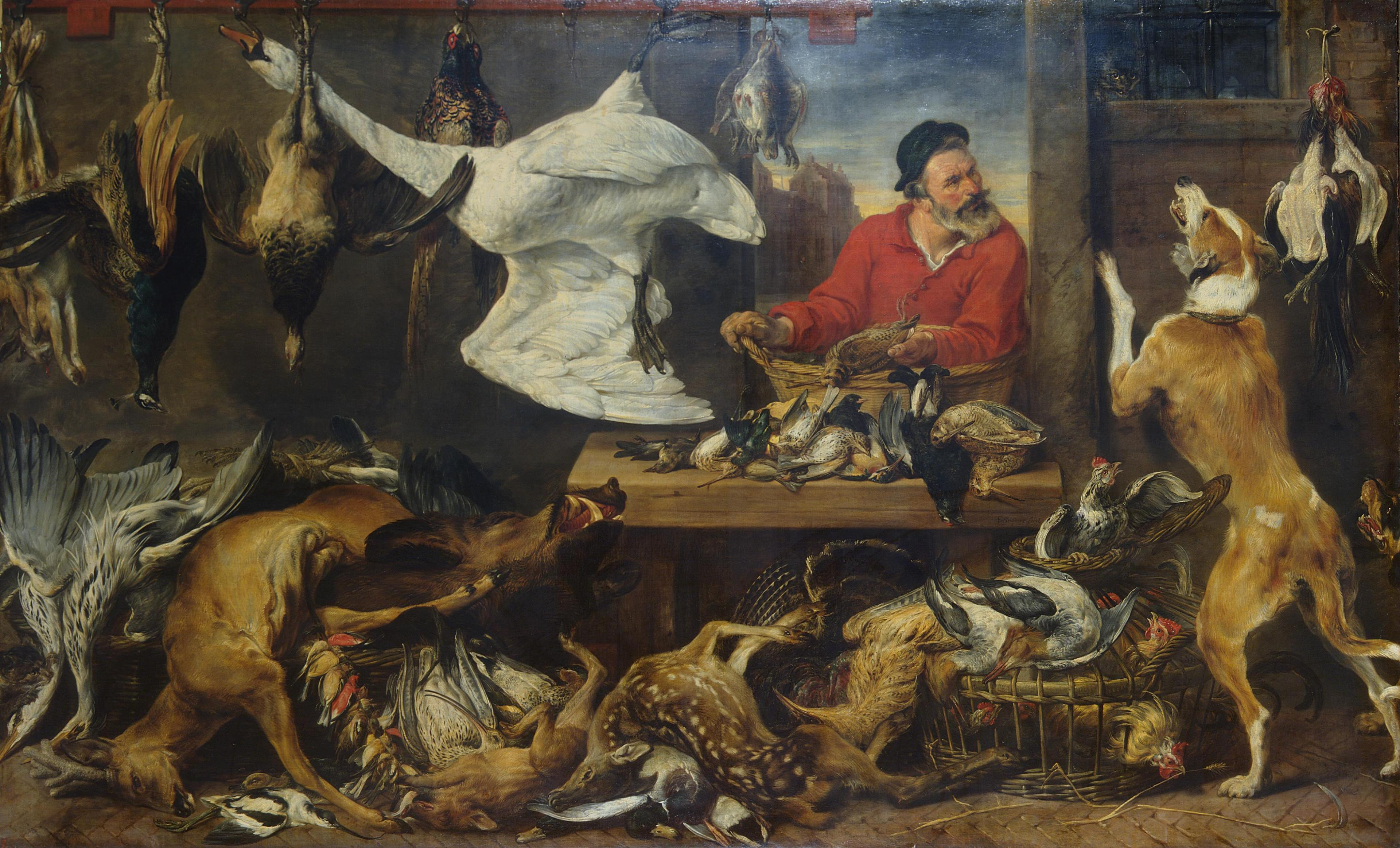
Pintura al óleo: "Puesto de caza". Frans Snyders (entre 1618 a 1621).

## Metodología
Es cierto que toda la caza, sea de pluma o pelo, necesita reposar antes de entrar en la cocina.
El “faisandage” se puede hacer con todas las carnes de caza, no solo de pluma (faisán, perdiz, becada), etc.), sino también de pelo (ciervo, jabalí y el corzo).
La clave para una correcta realización de esta práctica, está en evitar la iniciación del proceso bacteriano de descomposición de la masa muscular del animal. Los elementos determinantes de la duración del proceso, son sin duda, la experiencia en la práctica de la aplicación del faisandaje, el peso y/o volumen de la pieza cazada, y/o la afectación de órganos o tejidos por la herida sufrida en la actividad cazadora.
Los antiguos consejos sobre la duración del reposo rozan lo macabro: "hasta que el abdomen presente un tono verdoso; hasta que, por efecto de la putrefacción, el cuello del ave colgada se desprenda y ésta caiga al suelo". Hoy consideramos tal proceder como una aberración, que puede producir graves problemas estomacales por la descomposición de la carne.
Los “expertos” dejaban madurar al faisán, considerando que el ave estaba listo para cocinarse, cuando las plumas de la cola podían desprenderse con facilidad.
El propio Brillant Savarin, decía que el punto exacto de faisandage para el faisán, era cuando la pechuga del ave empezaba a ponerse verde.

### Caza de pluma o Volatería (Aves)
Se deben colgar las piezas por el pico o el cuello, con la patas hacia abajo, sin desplumar y sin desviscerar, al aire libre, en lugar seco, fresco, sombreado y ventilado, bien protegido de moscas y roedores. Se sabe cuándo está lista para ser cocinada, cuándo las plumas se desprendan con facilidad.
El período de mortificación varia dependiendo de la especie y edad del ave, las condiciones climáticas y el gusto individual (cuanto más tiempo cuelga un ave más fuerte es el aroma).
| Especie                                              | Días   |
| ---------------------------------------------------- | ------ |
| Faisán macho, Urogallo y Ganso                       | 4 - 7  |
| Agachadiza                                           | 5      |
| Perdiz                                               | 3 o 4, |
| Becada, Chocha o Arcea                               | 3 o 5, |
| Faisán hembra y Tordo                                | 3,     |
| Faisán de criadero, Codorniz, Zorzal y Paloma torcaz | 2 o 3, |
| Patos silvestres                                     | 3 o 4  |

Las tórtolas son tan tiernas, que apenas necesita maduración y desde luego, nunca un faisandage como el que se le aplica a la becada. Las codornices domésticas se pueden consumir de inmediato, por lo que no requieren ser colgadas.
Es muy importante destacar el cuidado del tiempo de mortificación, y observar si la carne tiene tinte verdoso o azulado. Si este es el caso, el ave ha estado demasiado tiempo colgada y no se debe consumir.
Una vez cumplido el tiempo de reposo, se procede al desplumado. Para ello hay que comenzar por las patas y alas, arrancando dos o tres plumas de un tirón suave hacia atrás, en sentido contrario al del crecimiento, con cuidado para no desgarrar la piel. Al final se despluma la pechuga, comenzando por la parte superior y tirando hacia la cabeza. Una vez listo, se deben chamuscar las plumas y pelo restantes con una vela encendida, o quitarlas con un par de pinzas. Luego del desplumado, el ave se frota con un paño limpio y se destripa, dejando las patas sin cortar y separando las vísceras.

### Caza de pelo (Mamíferos)
No es a la caza menor a quien se debe aplicar este procedimiento, sino más bien a la caza mayor, entre otras razones por el volumen de su masa muscular que conviene ablandar para una buena y más correcta ingesta.
La caza mayor, se desvicera y desangra tan pronto como sea posible y, a continuación, se cuelga por las patas traseras en un lugar fresco y oscuro (frigorífico). La liebre y el conejo silvestres se cuelgan sin despellejarlos, ni vaciarlos. El tiempo de espera varía con la edad y la especie.
| Especie       | Días           |
| ------------- | -------------- |
| Liebre        | 2              |
| Jabalí grande | 6 - 8          |
| Ciervo        | 14 - 18 (8 °C) |

La carne de toro lidiado tiene una cierta similitud con la de la caza, por haber recibido una mortificación, en la que se ha iniciado un proceso de descomposición antes de su muerte, lo que produce el husmo de sus carnes, y que los franceses llaman "faisandagé".

## El faisandage en la actualidad
En la actualidad, la utilización de este tipo de este procedimiento, de tan dudosa utilidad como poco aconsejable desde un punto de vista higiénico-sanitario, va decayendo, ya que por un lado la práctica de la caza es más frecuente con animales más jóvenes que no han endurecido demasiado sus tejidos y masas musculares, y por otra, la crianza en granjas modifica sustancialmente los planteamientos de la caza en su estado salvaje, tanto desde el punto de vista del cazador como de la pieza.

### Maduración de la carne (reposo u oreo)
En nuestros días, la práctica del faisandage ha caído en desuso, aunque nadie discute que en algunos casos es absolutamente necesario un tiempo de reposo para que madure la carne, desarrolle sus características organolépticas y aumente su terneza o suavidad.
Este reposo u oreo se ha de realizar en cámara refrigerada, guardando en todo momento la normativa higiénico-sanitaria. Evisceradose las piezas lo antes posible, para evitar el deterioro, sin eliminar la piel del animal, ya que de lo contrario pierde el sabor y jugosidad de la carne. El tiempo de maduración se ha reducido mucho, para el jabalí, es de dos a cuatro días y el máximo será de una semana. La carne de caza mayor y a veces la liebre, suele someterse además a un adobo con vino o vinagre y distintos elementos aromáticos (verduras, hierbas y especias) que contribuyen a ablandarla aún más.
Las aves pequeñas se pueden consumir recién cazadas. Una maduración larga no es precisa si el animal es joven o de pequeño tamaño, o si no se desea una carne con aroma penetrante. Generalmente, las piezas de caza que se adquieren en las carnicerías han sido suficientemente maduradas.
Existen métodos para madurar la carne:

#### Maduración “en seco”
- El animal es cortado en trozos.
- Las piezas de carne se cuelgan de unos ganchos en refrigeradores especiales con una temperatura ideal entre 1.5 y 3 °C y una humedad entre 50-60% y con aire circulante (el aire es fundamental) durante 10 o 14 días; hay expertos que recomiendan hasta 28 días para resultados excepcionales pero hay que valorar los posibles riesgos ya que se pueden obtener resultados no deseados.
- Transcurrido este tiempo, la carne se retira, se empaca y se distribuye para el consumo.

#### Maduración “Al vacío”
- El animal es cortado en trozos.
- Se envasa cada pieza al vacío, en bolsas especiales.
- Se refrigeran a una temperatura de 1.5° a 3 °C durante 7 a 14 días después de los cuales ya se puede consumir.
Para la maduración en seco se requiere una infraestructura que habitualmente solo está disponible para grandes empresas del sector.
La disminución en peso por evaporación de jugos es de un 15% aproximadamente en seco, frente al 10% de la técnica al vacío.
En seco se pierde humedad de superficie y esto hace que se concentren más los aromas, sabores y texturas obteniendo el mejor producto para los paladares más exquisitos.
Frente a todas estas ventajas de la técnica en seco, podemos decir que al vacío la maduración es más rápida y sencilla, las piezas se conservan mejor por la ausencia de oxígeno.

#### Maduración extrema
Algunos restaurantes, adquieren carne de vacas y bueyes viejos recién sacrificados, donde son sometidas a una maduración de 120 a 250 días, estas maduraciones extremas de la carne vacuna, suponen un tipo "faisandage" controlado. Esta práctica, se considera un valor agregado y algunos clientes están dispuestos a pagar un alto precio por la carne faisandada.

### Puntos importantes de la maduración de la carne
- siempre se debe partir de una pieza fresca, así se puede controlar el tiempo de maduración, que en ningún caso debe llegar a la putrefacción.[32]

- Cuando se deja una pieza de caza colgada para madurar, esta debe de estar separada de otras y nunca pegando a la pared ya que esa zona se estropearía con facilidad pudriéndose y no podrá ser consumida.

- La caza madura con más rapidez, aunque no tan bien, en temperaturas calurosas y húmedas, ya que las enzimas actúan con mayor rapidez a medida que la temperatura y la humedad aumentan.

- La caza se debe colgar en lugar fresco entre 2 y 5 °C, permitiendo que circule aire alrededor.[33]

- El tipo de cacería que haya sufrido la pieza: con jauría, disparo certero, por red, etc., influye mucho en el estrés del animal y por ende, en la dureza final de la carne.[34]

- Un animal herido o abatido con disparos en el vientre no debe ser "madurado", ya que durante la mortificación, los microbios del intestino contaminan los tejidos circundantes; este proceso puede resultar tóxico.[21]

- La maduración no debe prolongarse hasta que inicie el olor de la putrefacción, puesto que resulta además de maloliente, muy indigesto.[35]

La industria carnicera debe dejar reposar las carnes por lo menos 10 días para luego ser comercializadas. Esto dependerá de las leyes sanitarias del país, hay quienes demandan más tiempo y en condiciones especiales.

### Faisandage por electroestimulación
Este método para el ablandamiento rápido de la carne, se realiza por electroestimulación, obtenida por la aplicación de una corriente eléctrica a través de 4 o 5 electrodos en contacto con el cerebro y/o médula espinal y con los tendones de Aquiles de los cuartos traseros del animal sacrificado. Aplicando una corriente de impulso con una tensión de punta igual o inferior a 45 voltios, con una intensidad igual o inferior a un amperio y una frecuencia de 15 Hz, con una duración del tratamiento de 2 a 5 minutos.

## El faisandage en otras culturas
En Europa son muchos los alimentos que se consumen ya podridos, y son considerados un manjar, como los vinos franceses o gran cantidad de quesos españoles como el queso azul.
Kiviak, en Groenlandia. Para las celebraciones de casamientos, nacimientos y fechas especiales los inuit inventaron el Kiviak. Se prepara metiendo unas 500 alcas sin desplumar, con patas y pico, dentro de una piel de foca que se zurce, se sella con grasa y se entierra en el permafrost de la tundra bajo piedras planas. El lento proceso de descomposición hace que la carne del ave y sus vísceras se mezclen, de tal manera que forman un jugo denso y potente. Al momento de comerlos, los inuit cortan la cabeza del ave y la exprimen para alimentarse de la pasta resultante. Quienes lo probaron afirman que recuerda a un queso maduro, tipo Stilton o Roquefort, con una aroma muy pungente y penetrante.
Hákarl, en Islandia. Consiste en carne de tiburón peregrino o tiburón de Groenlandia, que una vez cazado, es trozado en partes uniformes, se entierra durante el largo y helado invierno islandés para bajarle el contenido de ácido úrico. Luego, con la llegada de la primavera, es colgado y oreado hasta el final del verano, cuando queda listo para ser consumido, o bien, conservado. Es de aspecto pardo a marrón, con costras sobre la superficie, se sirve en unos inocuos daditos de carne tierna que huelen y saben a amoníaco.
La tribu Vame del norte de Camerún, tiene la costumbre de comer ciertas razas de perro. Cuando un perro va a ser destinado a un festín, en el que se desea ofrecer el mayor placer a los invitados, dejan al perro sin comer varios días, hasta que el pobre animal, ya hambriento, empieza a procurarse la comida hurtada. En ese momento agarran al perro, le “juzgan”, le declaran culpable de robo y, como castigo, le fustigan para que huya, con el fin de someterle a persecución y a una serie de crueles castigos durante todo un día. Finalmente, le sacrifican y le dejan "faisandar" cierto tiempo. Esos comensales afirman que existe una notable diferencia entre las suculencias de un perro así tratado, y las de otro que hubiera sido sacrificado en forma menos traumática.

## El faisandage en la cultura popular

### Literatura y miniserie televisiva
En la miniserie de televisión estadounidense/japonesa Shogun de 1980, basada en la novela homónima de James Clavell publicada en 1975. Una de las escenas describe la situación en la que el capitán de navío inglés, llamado Blackthorne encarnado por el actor Richard Chamberlain, había indicado a sus sirvientes que dejasen colgado de un árbol, un faisán que le había sido regalado por Toranaga-San, hasta que su carne adquiriese la consistencia adecuada para ser cocinado. Tras unos días, el olor putrefacto que desprendía el ave, obligó a los sirvientes a contravenir aquella simple indicación del capitán Blackthorne, y ellos mismos decidieron la suerte del jardinero Ueki-ya para que descolgara y enterrara el faisán, por lo que el sirviente se ofrece orgullosamente voluntario, situación que le cuesta la vida al ser ejecutado con honor por Fujiko-san, por incumplir las órdenes de Blackthorne quien, de haberlo sabido habría quitado él mismo aquel capricho de en medio.